# Kannal, Lingsugur
Kannal là một làng thuộc tehsil Lingsugur, huyện Raichur, bang Karnataka, Ấn Độ.